# Tau Persei
Tau Persei (τ Persei, τ Per) è una stella binaria nella costellazione di Perseo distante 254 anni luce circa dal sistema solare e di magnitudine apparente +3,94. 

## Osservazione
Caratterizzata da una declinazione fortemente settentrionale, la sua osservazione è più facile dalle regioni dell'emisfero boreale terrestre, dove si mostra molto alta sull'orizzonte nelle sere dell'autunno e dell'inizio dell'inverno, ossia quando Perseo raggiunge il punto più alto sull'orizzonte. Dall'emisfero australe l'osservazione risulta un po' penalizzata, ed avendo una declinazione di +53° risulta invisibile nei luoghi più a sud della latitudine 37°S.

## Caratteristiche del sistema
Tau Persei è una stella binaria costituita da un gigante gialla di tipo spettrale G4III avente una temperatura superficiale di 5160 K, e da una stella bianca di sequenza principale di classe A4V con una temperatura di 8970 K. La gigante gialla è 150 volte più luminosa del Sole e il suo raggio è 14 volte più grande del raggio solare. La stella bianca è più debole, ma pur sempre 26 volte più luminosa del Sole, anche se molto più piccola della compagna, con un raggio di 2,2 raggi solari. La sua velocità di rotazione è di 50 km/s, che implica che il suo periodo di rotazione è di 1,8 giorni.
Il periodo orbitale del sistema è 4,15 anni, con una separazione media tra le due componenti di 4,2 au; tuttavia l'orbita è fortemente eccentrica, con una distanza minima al periastro di 1,13 UA e 7,2 UA all'apoastro. 
Tau Persei è anche una binaria a eclisse del tipo Algol: per due giorni avviene un calo di luminosità dalla magnitudine 3,93 alla 4,09 quando la principale passa davanti alla stella bianca parzialmente, in quanto la gigante non occulta completamente la stella nana. L'eclisse secondaria, che avviene quando la stella bianca passa davanti alla gigante gialla, è troppo debole per essere rilevata.